# 철원 군부대 수류탄 폭발 사고
철원 육군 수류탄 폭발사고는 2008년 11월 23일 새벽 1시 50분쯤, 강원도 철원군 동송읍 소재 육군 모 사단 예하 전방초소 내무실에서 수류탄 1발이 폭발해 5명의 중경상을 입은 사건이다.

## 사고의 원인
일단 사건이 발생되던 당일, 병사 17명이 잠을 자고 있던 GP 내무반에서 세열수류탄(폭발할 때 금속 파편이 퍼져 살상 범위를 확대하는 수류탄) 1발이 폭발해 발생했으며 아직 원인은 밝혀지지 않고 있다고 전했다. 사고 당시 이모 이병은 두부와 목등뼈에 파편을 맞아 의식을 잃고 서울의 민간병원으로 재이송되었으며, 국군수도병원에서 치료 중인 허 병장 등 4명은 우측가슴과 이마, 손가락, 좌측머리, 우측 허벅지 등에 열상을 입었다.

## 사건 결과 및 용의자 검거
육군은 이날 당시 초소 근무를 마친 뒤에는 수류탄을 반납해야 하지만 당시 근무자들이 반납 수칙을 어긴 것으로 확인됐다고 밝혔다.
사건이 발생된지 만 4일이 지난 2008년 11월 27일, 결국 황모 이병이 검거되었으며, 범인인 황 모 이병에 따르면 GP부대에 적응하기가 힘들어서 범행을 자백했다고 진술했다.

## 같이 보기
- 연천군부대 총기 난사사건